# گروه اومنیکام
گروه اومنیکام (انگلیسی: Omnicom Group) شرکت هلدینگ تبلیغاتی آمریکایی است، که در زمینه ارائه خدمات بنگاه‌های تبلیغاتی، روابط عمومی، بازاریابی و مدیریت ارتباط با مشتری فعالیت می‌کند.
شرکت اومنیکام در سال ۱۹۸۶ از ادغام سه بنگاه تبلیغاتی آمریکایی راه‌اندازی شد. امروزه این شرکت به عنوان یکی از ۳ شرکت بزرگ در صنعت تبلیغات جهان شناخته می‌شود.
دفتر مرکزی گروه اومنیکام در خیابان مدیسون شهر نیویورک قرار دارد و بخشی از سهام آن در بازار بورس نیویورک معامله می‌شود.